# 桃浦镇

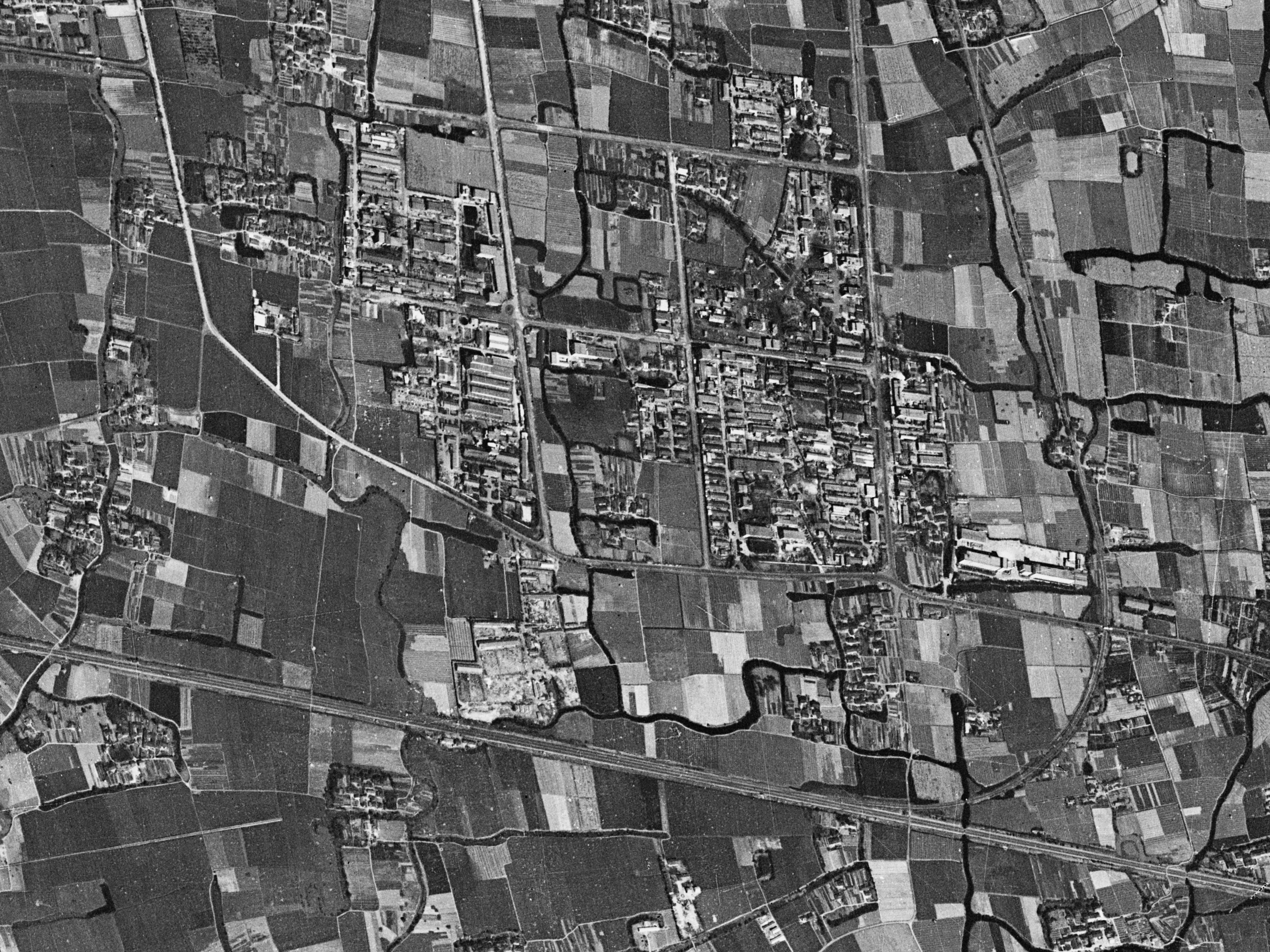
桃浦镇卫星图（1966年）

桃浦镇，是中华人民共和国上海市普陀區下辖的一个镇。原為嘉定縣桃浦鄉。1992年7月劃歸普陀區。1993年12月改為桃浦鎮。面积18.84平方公里。户籍人口8.52万人（2009年6月底）。

## 歷史
1218年1月，嘉定县成立時，桃浦地属依仁乡。1954年后，境内的桃浦工业区、桃浦新村相继建设。1961年，桃浦人民公社成立。1983年更名為桃浦乡。1992年9月28日，桃浦乡從嘉定縣划归普陀区。1994年3月18日成立桃浦镇。1997年3月6日，白丽路街道正式揭牌成立，范围为原桃浦镇的外环线高速公路以西，沪宁铁路以北，真南路以南，区界以东的桃浦村、槎浦村范围。2000年4月，撤销白丽路街道建制，其行政管辖范围划归桃浦镇。

## 行政区划
桃浦镇下辖以下居委会及村委会：
同济大学沪西校区居委会、莲花公寓居委会、昆仑花苑居委会、李子园六村居委会、瑞香苑居委会、合欢苑居委会、绿春苑居委会、雪松苑第一居委会、海棠苑居委会、和乐苑居委会、石榴苑居委会、白丽苑居委会、紫荆苑居委会、杜鹃苑居委会、山茶苑居委会、迎春苑居委会、樱花苑居委会、雪松苑第二居委会、雪松苑第三居委会、紫藤苑居委会、香樟苑居委会、南李苑居委会、新家园居委会、永汇新苑居委会、古浪苑居委会、真建花苑社区、阳光建华城第一社区、阳光建华城第二居委会、阳光建华城第三社区、金光村村委会、祁连村村委会、春光村村委会、李子园村村委会、新杨村村委会、桃浦村村委会和槎浦村村委会。